# Oldeholtwolde
Oldeholtwolde est un village situé dans la commune néerlandaise de Weststellingwerf, dans la province de la Frise. Le 1er janvier 2009, le village comptait 138 habitants.